# Trees van der Donck
Trees van der Donck, née Theresia Maria van der Donck le 10 juillet 1933 à Bois-le-Duc et morte le 16 mai 2015 à Rotterdam,, est une actrice néerlandaise.

## Filmographie

### Cinéma et téléfilms
- 1962 : De twee wezen : La sœur de Geneviève
- 1962 : De rode pullover : Mary Geerlings
- 1967 : De dood van een handelsreiziger : La femme
- 1971 : Qu'est ce que je vois? : La vendeuse de vêtements
- 1976 : Max Havelaar (Max Havelaar of de koffieveilingen der Nederlandsche handelsmaatschappij) de Fons Rademakers : Mme Droogstoppel
- 1977 : Tijdschrift : La mère
- 1983 : Herenstraat 10 (nl) : La mère de Eva
- 1983-1992 : Zeg 'ns Aaa (nl) : Deux rôles (Mme Bijlstra et la patiente)
- 1984 : Oma Fladder (nl) : La grand-mère de Fladder
- 1985 : Mensen zoals jij en ik (nl) : La nouvelle victime
- 1985 : Oscar : Mme Bubbleman
- 1985 : 'n Moordstuk : La belle-mère
- 1985 : Te Laat Geboren : Myra Gilbert
- 1985-1986 : De appelgaard : Katrien
- 1987 : Diplomaten küßt man nicht : Juliane
- 1991 : Oog in oog : La vieille femme
- 1991 : De Dageraad (nl) : Henriëtte Maasland
- 1994 : Oppassen!!! (nl) : La femme au supermarché